# Andy Davies

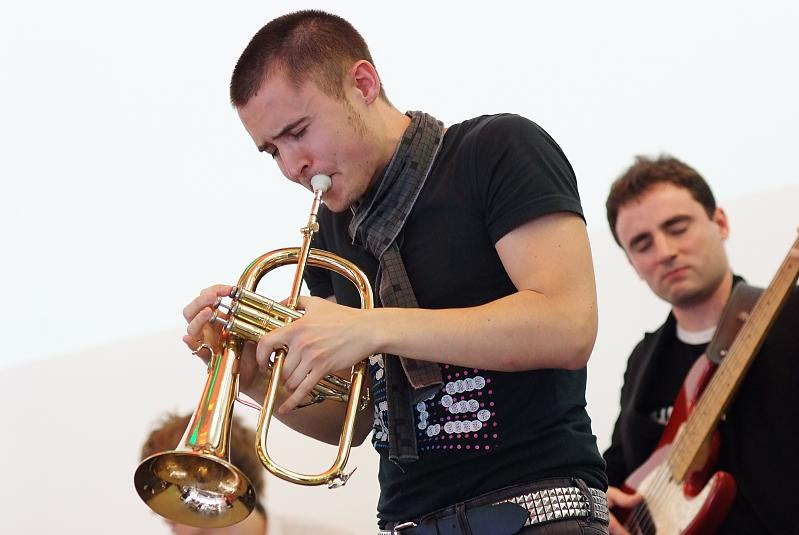
Andy Davies (links) met Lorenzo Bassignani, in 2008

Andrew "Andy" Davies (februari 1981) is een jazz-trompettist uit Wales.
Davies is actief in de jazzscene van Londen. Hij werkte onder meer met Guy Barker, Denys Baptiste, de pianist James Pearson, Ronnie Scott Allstars, Ian Shaw, Lea DeLaria en Nicola Emmanuelle. In 2007 verscheen zijn eerste album. Ook speelde hij mee op opnames van onder meer Gabrielle Ducomble, Kerry Hodgkin en Iris Festenstein. Davies leidt een eigen kwintet en een kwartet, The Simians of Swing, met daarin onder andere Lorenzo Bassignani. Daarnaast is hij actief in de band J-Sonics. 

## Discografie
- Andy Davis Quartet, Coffe and Apple Records
- Getting Giggy, Rhythm & Muse Records, 2007